# Laurits Bjerrum
Laurits Bjerrum (* 6. August 1918 in Farsø, Dänemark; † 27. Februar 1973) war ein dänisch-norwegischer Ingenieur für Grundbau und Bodenmechanik. Er wirkt in Norwegen als Pionier der Bodenmechanik.

## Leben
Bjerrum war der Sohn eines dänischen Chirurgen. Er studierte Bauingenieurwesen an der Technischen Universität Dänemarks, wo er 1941 sein Diplom machte und danach bis 1947 die Abteilung Grundbau und Bodenmechanik beim Ingenieurbüro von Christen Ostenfeld (heute COWI) in Kopenhagen leitete. 1947 wurde er Mitglied der Versuchsanstalt für Wasserbau und Erdbau der ETH Zürich, wo er 1951 mit einer Arbeit über den Scherwiderstand von Böden bei Meyer-Peter und Haefeli promoviert wurde (Theoretical and experimental investigations on the shear strength of soils). Ab 1951 war er bis zu seinem Tod Direktor des gerade neu gegründeten Norwegischen Geotechnischen Instituts (NGI) in Oslo, das er zu einem führenden Forschungsinstitut in Europa mit internationaler Verflechtung und bei seinem Tod 95 Mitarbeitern aufbaute. Er hielt regelmäßig Vorlesungen an europäischen und US-amerikanischen Universitäten, zum Beispiel am Massachusetts Institute of Technology und der Universität Cambridge.
Bjerrum ist insbesondere für seine Arbeiten zum Scherwiderstand von Tonen bekannt. Dabei baute er auf Arbeiten von Mikael Juul Hvorslev auf und entwickelte wie gleichzeitig Alan W. Bishop in England die Triaxialgerät-Messungen. Er befasste sich speziell mit den in Norwegen häufig zu Erdrutschen führenden weichen marinen Tonen.
Er hielt sowohl die Terzaghi Lecture der ASCE (1967) als auch die Rankine Lecture (1967) der Institution of Civil Engineers (ICE). 1971 erhielt er den Terzaghi Award der ASCE. Er war Mitglied der dänischen und norwegischen nationalen Bauingenieursgesellschaften und nationalen Ingenieursakademien, der Norwegischen Akademie der Wissenschaften, des ASCE (1972) und der ICE. Außerdem war er Mitglied der International Society of Rock Mechanics und korrespondierendes Mitglied der venezolanischen Bauingenieursgesellschaft. Er war Ehrenmitglied der Norwegischen Geotechnischen Gesellschaft. 1965 bis 1969 war er Präsident der International Society for Soil Mechanics and Foundation Engineering (ISSMFE), nachdem er schon 1961 bis 1965 Vizepräsident für Europa war. 1965 wurde er Ehrendoktor des Loyola College in Baltimore. 1966 erhielt er den norwegischen Sam Eyde Preis.
Bjerrum war verheiratet und hatte drei Kinder.

## Sonstiges
Am NGI ist auch dank der Bemühungen von Bjerrum eine Terzaghi Bibliothek mit vielen Manuskripten von Karl von Terzaghi, die Bjerrum von dessen Nachfolger O. K. Fröhlich aus Wien zur Verfügung gestellt bekam und die er mit Terzaghis Hilfe katalogisierte. 1960 gab er mit anderen ausgewählte Schriften Terzaghis heraus (From Theory to Practice in Soil Mechanics).

## Schriften
- Fundamental considerations on the shear strength of soils, Geotechnique, Band 2, 1951, S. 209–224
- Geotechnical properties of norwegian marine clays, Geotechnique, Band 4, 1954, S. 49
- Besondere erdbaumechanische Probleme Norwegens, Vorträge Baugrundtagung 1954 in Stuttgart
- mit O. Eide Stability of strutted excavations in clay, Geotechnique, Band 6, 1956, S. 32–47
- mit Landva Direct simple shear tests on a norwegian quick clay, Geotechnique, Band 16, 1966, S. 1–20
- Stability of natural slopes in quick clay, Geotechnique, Band 5, 1955, S. 101–119
- mit Alec Skempton: A contribution to the settlement analysis of foundations on clay, Geotechnique, Band 7, 1957, S. 168–178
- Engineering geology of norwegian normally consolidated marine clays as related to settlements of buildings, Geotechnique, Band 17, 1967, S. 81–117 (7. Rankine Lecture)
- Progressive failure in slopes of overconsolidated plastic clay shales, Proc. ASCE, Band 93, 1967, S. 3–49 (3. Terzaghi Lecture)
- Geotechnical problems involved in foundations of structures in the north sea, Geotechnique 23, 1973, S. 319–358